# Paul Schnabel
Paul Schnabel (Bergen op Zoom, 17 juli 1948) is een Nederlands socioloog en politicus. Namens D66 was hij van 2015 tot 2019 lid van de Eerste Kamer. Eerder was hij van 1998 tot 2013 directeur van het Sociaal en Cultureel Planbureau (SCP) en van 2013 tot 2015 kroonlid van de Sociaal-Economische Raad (SER).

## Biografie
Schnabel is opgegroeid in Breda. Hij studeerde sociologie aan de Universiteit Utrecht en in Bielefeld. Hij behaalde in 1982 zijn doctorstitel met zijn proefschrift over nieuwe religieuze bewegingen (in de volksmond en media meestal sekten genoemd) en geestelijke volksgezondheid.
Van 1969 tot 1973 werkte Schnabel bij het wetenschappelijk bureau van de NVSH. Daarna was hij onderzoekscoördinator van Stimezo Nederland en van 1977 tot 1992 hoofd onderzoek van het Nederlands Centrum Geestelijke Volksgezondheid (nu Trimbos-instituut) in Utrecht. Per 1 december 1986 werd hij tevens benoemd tot buitengewoon hoogleraar geestelijke gezondheidszorg en de geestelijke volksgezondheid aan de Universiteit Utrecht; per 1 januari 1992 werd dat omgezet in een gewoon hoogleraarschap dat werd beëindigd na zijn benoeming tot directeur van het SCP. Van 1992 tot 1996 was hij decaan van de Netherlands School of Public Health.
Sinds 1999 was hij in Utrecht gewoon hoogleraar Sociale wetenschappen, in het bijzonder vraagstukken van sociaal en cultureel beleid totdat hij in 2002 een van de acht universiteitshoogleraren van de Universiteit Utrecht werd; op 12 oktober 2018 neemt hij afscheid als hoogleraar.
Afgezien van zijn werk voor het Sociaal en Cultureel Planbureau, heeft hij een veelheid van nevenfuncties in diverse maatschappelijke instellingen zoals commissaris bij Shell Nederland, lid van het comité van aanbeveling van het Helen Dowling Instituut te Utrecht, columnist bij NRC en Het Financieele Dagblad. Sinds 2006 werd hij door de de Volkskrant jarenlang vermeld in de top tien van invloedrijkste personen in Nederland.
Tijdens het radioprogramma De Overnachting op Radio 1 van 14 op 15 juli 2012 kwam Schnabel in het nieuws door een open sollicitatie van een ministerschap in een mogelijk komend kabinet. De toen 63-jarige Schnabel, lid van de politieke partij D66, gaf aan een ministerschap als een mooie afsluiting van zijn carrière te zien. Schnabel was van 9 juni 2015 tot en met 11 juni 2019 lid van de Eerste Kamer. De in juni 2014 ingestelde Adviescommissie voltooid leven, die onderzoek deed naar de juridische mogelijkheden van hulp bij zelfdoding met medici, juristen en ethici, werd voorgezeten door Schnabel.

## Onderscheiding
Op 11 maart 2013 nam Schnabel afscheid van het SCP. Bij deze gelegenheid werd hij benoemd tot Ridder in de Orde van de Nederlandse Leeuw. Op 15 juni 2013 werd hij bij het SCP opgevolgd door bestuurskundige Kim Putters.
Op 16 maart 2013 werd aan Schnabel de Comeniusprijs 2013 uitgereikt.

## Publicaties (selectie)
- Tussen stigma en charisma: nieuwe religieuze bewegingen en geestelijke volksgezondheid, 1982 (zie Bronnen)
- De weerbarstige geestesziekte: naar een nieuwe sociologie van de geestelijke gezondheidszorg, SUN, Nijmegen, 1995
- Kort gehouden. Columns over welzijn en welvaart in Nederland, Business Contact, Amsterdam, 2004
- Land in zicht, Business Contact, Amsterdam, 2007
- Met mij gaat het goed, met ons gaat het slecht. Het gevoel van Nederland. Prometheus, Amsterdam, 2018
- Anders gekeken. Het beste en het boeiendste uit de Hollandse schilderkunst van de Gouden Eeuw. Waanders, Zwolle, 2021

- Bibliothèque nationale de France: cb14479103b (data)
- Gemeinsame Normdatei: 173729436
- International Standard Name Identifier: 0000 0001 0904 5991
- Library of Congress Control Number: nb2001031804
- NARCIS: PRS1236147
- Nederlandse Thesaurus van Auteursnamen: 06869699X
- Parlement.com: vgni2t4riwbv
- Système universitaire de documentation: 162135084
- Virtual International Authority File: 56836978
- WorldCat: E39PBJhhxydJpkkcvf6Gwfkv73